# Андреј Магдевски
Андреј Магдевски (Скопље, 14. јануар 1996) је македонски кошаркаш. Игра на позицији плејмејкера.

## Клупска каријера
У млађим категоријама је наступао за Партизан, али пошто странци нису могли да играју јуниорску лигу Србије у лето 2013. напушта црно-беле и одлази у Реал Мадрид. Након једне сезоне у јуниорима Реала, у августу 2014. прелази у Уникаху. За први тим Уникахе није заиграо, већ је сезону 2014/15. провео у шпанском друголигашу Ахаркуији. Након што је прошао пробу, Магдевски је крајем септембра 2015. потписао једногодишњи уговор са Партизаном. Током сезоне, због мале минутаже у Партизану, Магдевски је почео на двојну регистрацију да наступа за ОКК Београд. У септембру 2016. постао је члан Фени Индустрија, и са њима се задржао до јануара 2018. када прелази у Гостивар. У августу 2018. потписао је уговор са скопским МЗТ-ом. Провео је наредне три сезоне у екипи МЗТ-а и током тог периода је освојио две титуле првака Македоније. У сезони 2021/22. је наступао за румунски Плоешти након чега се вратио у МЗТ.

## Репрезентација
За сениорску репрезентацију Македоније је дебитовао у квалификацијама за Европско првенство 2015. На шест одиграних утакмица бележио је просечно 3,8 поена за 16,5 минута по мечу.

## Успеси

### Клупски
- МЗТ Скопље:
  - Првенство Македоније (2): 2018/19, 2020/21.
  - Куп Македоније (1): 2021.